# Ealing Common
La stazione di Ealing Common è una stazione della metropolitana di Londra situata sulle linee District e Piccadilly.

## Storia
La stazione di Ealing Common è stata aperta il 1º luglio 1879 dalla District Railway (DR, poi divenuta la linea District), sulla linea da Turnham Green a Ealing Broadway. Nel 1886 la stazione è stata rinominata Ealing Common and West Acton, nome che ha mantenuto fino al 1910 per poi riprendere il suo nome originale.
Nel giugno 1903 la DR ha aperto la diramazione sulla linea dalla zona nord di Ealing Common fino all'allora stazione di Park Royal & Twyford Abbey (dal 1931 sostituita da Park Royal).
Tra il 1930 e il 1931 l'edificio della stazione originale del 1879 è stato sostituito da uno nuovo, su progetto dell'architetto Charles Holden. 
Il 4 luglio 1932 è cominciato il servizio della linea Piccadilly, in comune con la tratta della linea District fino a Ealing Common. Da Ealing Common fino a South Harrow la linea Piccadilly ha sostituito la District, che prosegue oltre Ealing Common solo sulla linea fino alla stazione di Ealing Broadway.

## Strutture e impianti
Ealing Common sorge lungo Uxbridge Road, circa 450 m a est dall'incrocio con Gunnersbury Avenue e Hanger Lane.
Il design della stazione, costruita negli anni 30, si ispira a quello della stazione di Morden, realizzata nel 1926 dalla City and South London Railway e oggi parte della linea Northern, ed è anche simile a Hounslow West, aperta nello stesso periodo: entrambe queste stazioni sono state progettate da Charles Holden. Realizzata in Pietra di Portland, la stazione ha una biglietteria ettagonale con vetrate su tutti i lati.

Il 17 maggio 1994 l'edificio della stazione è diventato un monumento classificato di grado II.
La stazione rientra nella Travelcard Zone 3.

## Interscambi
Nelle vicinanze della stazione effettuano fermata alcune linee urbane automobilistiche, gestite da London Buses.
- Fermata autobus

## Galleria d'immagini

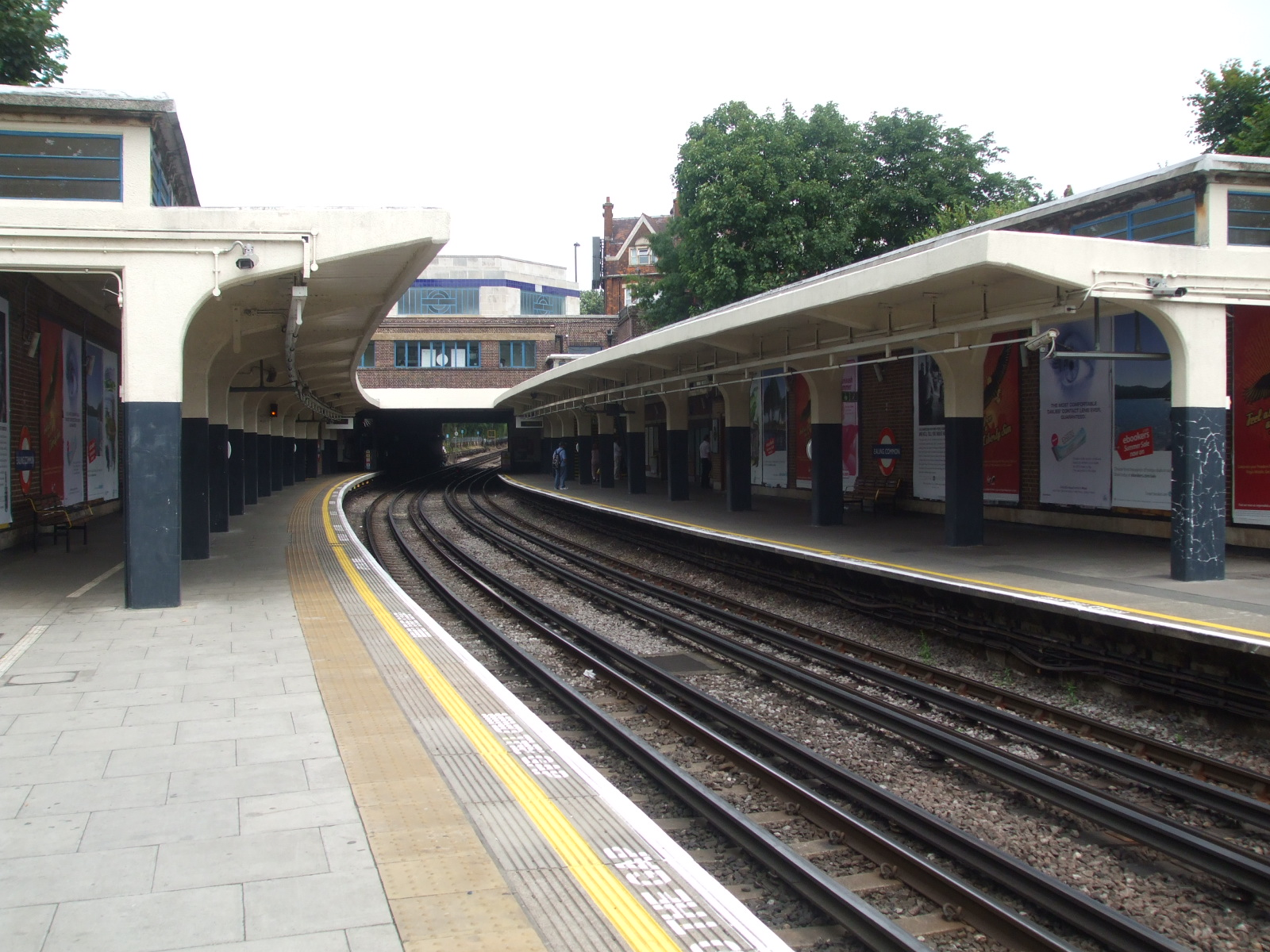
Il binario ovest
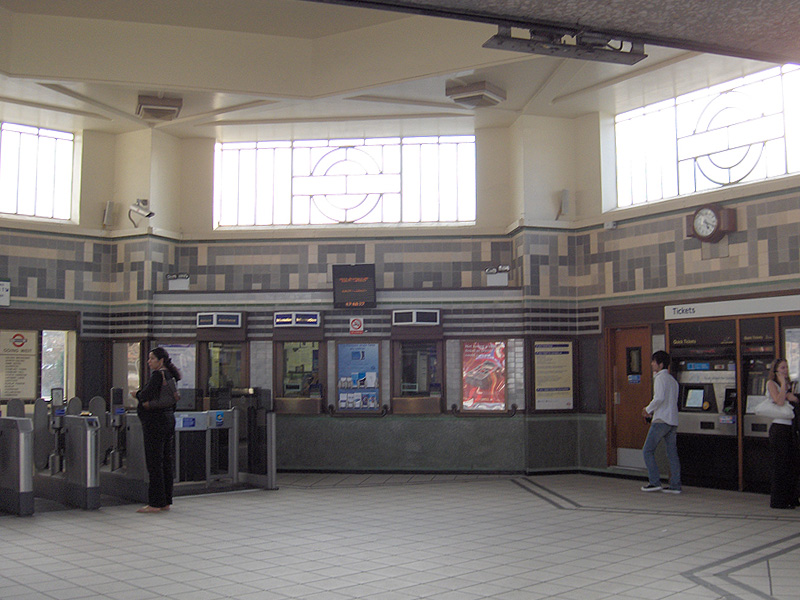
Interni della stazione
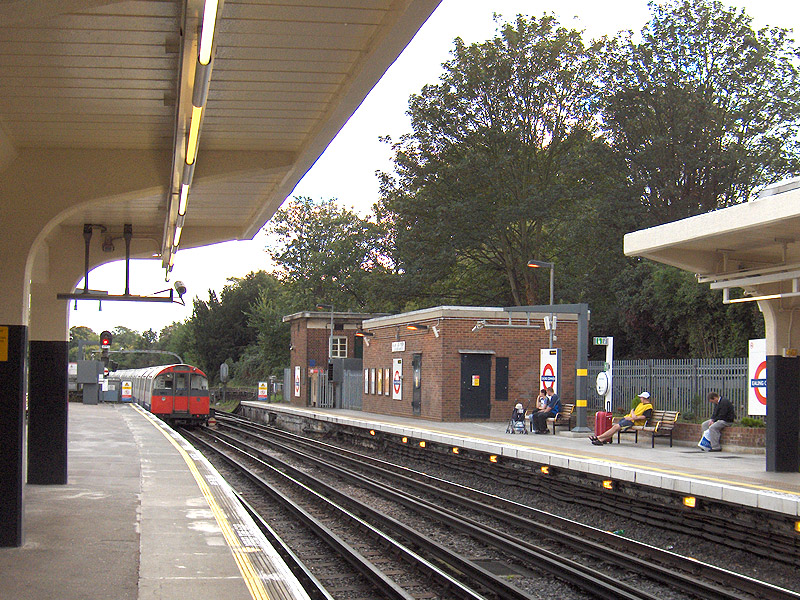
Treno della Piccadilly in partenza dalla stazione di Ealing Common
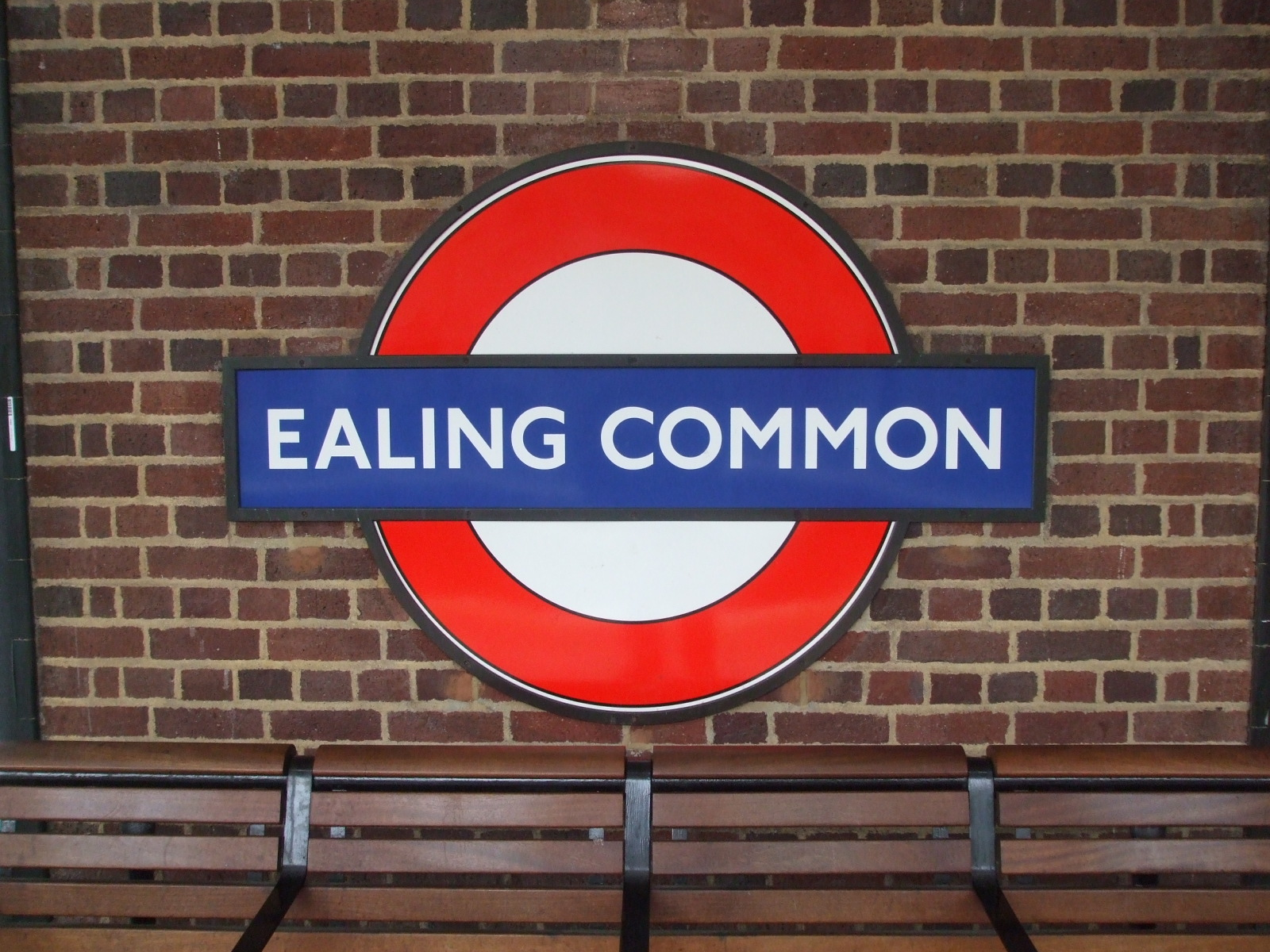
Il logo dell'Underground nella stazione di Ealing Common